# Горни Маренци
Горни Маренци е село в Северна България, в Община Трявна на област Габрово, разположено в близост до град Плачковци.
Над село Горни Маренци минава Верейският път, сега той се слива с маркираната туристическа пътека, от село Боженци до връх Бедек.
Селото е необитаемо от средата на 90-те години на 20 век. Към началото на 21 век има три-четири запазени къщи.
От селото има черен път до село Горни Радковци, както и черен път до село Енчевци.